# Morti il 16 agosto
| Questa pagina contiene informazioni ricavate automaticamente dalle voci biografiche con l'ausilio del template Bio e di un bot. L'aggiornamento è periodico e automatico e ricostruisce completamente la pagina. Se manca una persona in questa lista, sei pregato di non aggiungerla, ma accertati piuttosto che la sua voce biografica contenga il template Bio e che i dati anagrafici siano correttamente compilati. Se il template Bio manca, inseriscilo tu stesso o, in alternativa, metti l'avviso {{tmp\|Bio}} che ne segnala la mancanza. Se i dati riportati sono sbagliati, correggi direttamente la voce biografica; le modifiche saranno visibili in questa lista entro pochi giorni. Per chiarimenti vedi il progetto biografie. La lista contiene solo le 468 persone che sono citate nell'enciclopedia e per le quali è stato implementato correttamente il template Bio. Pagina aggiornata al 17 ago 2025. |

## IV secolo(1)
- 304 - Sant'Ambrogio, militare romano

## XI secolo(2)
- 1027 - Giorgio I di Georgia, re
- 1078 - Arcimbaldo III di Borbone, nobile francese

## XII secolo(7)
- 1129 - Raoul de la Futaie, monaco cristiano francese
- 1143 - Hariulfo di Oudenburg, abate francese
- 1153 - Bernard de Tremelay, cavaliere medievale francese
- 1157 - Ramiro II d'Aragona, re (n. 1086)
- 1176 - Costanza di Francia, nobildonna francese (n. 1128)
- 1190 - Dedi III di Lusazia, nobile tedesco
- 1195 - Milone da Cardano, arcivescovo cattolico italiano

## XIII secolo(6)
- 1225 - Hōjō Masako, politica giapponese (n. 1157)
- 1275 - Lorenzo Tiepolo, politico e ammiraglio italiano
- 1278 - Napoleone della Torre, condottiero e sovrano italiano
- 1286 - Jacopo da Castelbuono, vescovo cattolico italiano
- 1291 - Federico Tuta, nobile tedesco (n. 1269)
- 1297 - Giovanni II di Trebisonda, imperatore bizantino

## XIV secolo(6)
- 1327 - Vital du Four, cardinale, vescovo cattolico e teologo francese
- 1328 - Rinaldo dei Bonacolsi, nobile italiano (n. 1278)
- 1337 - Marsilio de' Rossi, condottiero italiano (n. 1287)
- 1339 - Azzone Visconti, italiano (n. 1302)
- 1358 - Alberto II lo Sciancato, nobile austriaco (n. 1298)
- 1397 - Philippe d'Alençon, cardinale e patriarca cattolico francese

## XV secolo(7)
- 1405 - Pietro Corsini, cardinale e vescovo cattolico italiano
- 1410 - Francesco Datini, mercante italiano
- 1418 - Angelo Barbarigo, cardinale italiano
- 1419 - Venceslao di Lussemburgo, sovrano (n. 1361)
- 1443 - Ashikaga Yoshikatsu, militare giapponese (n. 1434)
- 1445 - Margherita Stewart, principessa scozzese (n. 1424)
- 1474 - Ricciarda di Saluzzo, nobile (n. 1410)

## XVI secolo(9)
- 1501 - Eleanor Beaufort, nobile inglese (n. 1431)
- 1518 - Loyset Compère, cantore e compositore francese
- 1532 - Giovanni di Sassonia, principe (n. 1468)
- 1546 - Giovanni Vincenzo Acquaviva d'Aragona, cardinale e vescovo cattolico italiano (n. 1490)
- 1553 - Giovita Ravizza, grammatico e letterato italiano (n. 1476)
- 1575 - Beatrice Roverella, nobildonna italiana (n. 1510)
- 1579 - Isabella Gonzaga, nobile italiana (n. 1537)
- 1582 - Pietro Perna, tipografo italiano (n. 1519)
- 1597 - Galeotto III Pico della Mirandola, nobile italiano (n. 1563)

## XVII secolo(18)
- 1603 - Silvio Antoniano, cardinale, pedagogista e saggista italiano (n. 1540)
- 1622 - Ishikawa Akimitsu, militare giapponese (n. 1550)
- 1629 - Alessandro d'Aremberg, nobile belga (n. 1590)
- 1629 - Stephan Alexander Segesser von Brunegg, ufficiale svizzero (n. 1570)
- 1633 - Tabarin, attore teatrale francese (n. 1584)
- 1641 - Thomas Heywood, drammaturgo inglese (n. 1573)
- 1650 - Cesare Monti, cardinale italiano (n. 1594)
- 1651 - Leonardo Della Torre, doge (n. 1570)
- 1651 - Henricus Hondius, incisore, cartografo e editore olandese (n. 1597)
- 1653 - Giuliano Finelli, scultore italiano (n. 1602)
- 1657 - Pieter Soutman, pittore e incisore olandese
- 1661 - Thomas Fuller, storico e presbitero britannico (n. 1608)
- 1662 - Girolamo Maria Caracciolo, militare italiano (n. 1617)
- 1666 - Cristina Margherita di Meclemburgo-Güstrow, principessa tedesca (n. 1615)
- 1678 - Nicolò Bona, politico dalmata (n. 1600)
- 1678 - Andrew Marvell, poeta e politico inglese (n. 1621)
- 1688 - Georg Samuel Doerfel, astronomo e teologo tedesco (n. 1643)
- 1695 - Christopher Merret, medico e naturalista britannico (n. 1614)

## XVIII secolo(22)
- 1702 - Eleonora Margherita di Schleswig-Holstein-Sonderburg-Wiesenburg, nobildonna tedesca (n. 1655)
- 1705 - Jakob Bernoulli, matematico e scienziato svizzero (n. 1654)
- 1708 - Michel Corneille il Giovane, pittore, incisore e insegnante francese (n. 1642)
- 1715 - Johann Gregor Fuchs, architetto tedesco (n. 1650)
- 1715 - Maria Elisabetta d'Assia-Darmstadt, nobile (n. 1656)
- 1715 - Raymond Vieussens, medico francese (n. 1641)
- 1717 - Carlo Giorgio Clerici, nobile e militare italiano (n. 1696)
- 1721 - Edward Henry Rich, VII conte di Warwick, conte britannico (n. 1698)
- 1727 - Camillo III Gonzaga, nobile italiano (n. 1649)
- 1733 - Matthew Tindal, filosofo inglese (n. 1656)
- 1748 - Pier Giuseppe Sandoni, compositore italiano (n. 1683)
- 1777 - Nicholas Herkimer, generale statunitense (n. 1728)
- 1786 - John Francis Wade, compositore e musicista britannico (n. 1711)
- 1788 - Francisco Javier Alegre, gesuita messicano (n. 1729)
- 1788 - Saverio Selecchy, organista italiano (n. 1708)
- 1790 - Agostino Carlini, scultore e pittore italiano (n. 1718)
- 1792 - Antonio Giuseppe Sartori, architetto italiano (n. 1714)
- 1794 - Charles-Louis Richard, teologo e storico francese (n. 1711)
- 1796 - Marcantonio Colonna di Stigliano, militare e politico italiano (n. 1724)
- 1799 - Vincenzo Manfredini, compositore e clavicembalista italiano (n. 1737)
- 1800 - Charles Louis L'Héritier de Brutelle, magistrato e botanico francese (n. 1746)
- 1800 - Carlo Emanuele di Savoia-Carignano, principe italiano (n. 1770)

## XIX secolo(41)
- 1801 - Ralph Earl, pittore statunitense (n. 1751)
- 1804 - Nicolò Angelo Sagredo, arcivescovo cattolico italiano (n. 1728)
- 1805 - Jean-Baptiste-Marie Champion de Cicé, vescovo cattolico francese (n. 1725)
- 1825 - Charles Cotesworth Pinckney, politico, generale e diplomatico statunitense (n. 1746)
- 1836 - Marc-Antoine Parseval, matematico francese (n. 1755)
- 1837 - Christian Ludwig Nitzsch, zoologo tedesco (n. 1782)
- 1840 - Vincenzo Negrini, basso-baritono italiano (n. 1804)
- 1846 - Sylvain Charles Valée, generale francese (n. 1773)
- 1851 - Christian Martin Joachim Frähn, numismatico, orientalista e storico tedesco (n. 1782)
- 1853 - Friedrich Joseph Haass, medico tedesco (n. 1780)
- 1861 - Ranavalona I, regina malgascia (n. 1778)
- 1863 - Lorenzo Berlese, abate e botanico italiano (n. 1784)
- 1863 - Giuseppe Antonio Borgnis, ingegnere e architetto italiano (n. 1781)
- 1864 - Paul-Charles-Amable de Bourgoing, diplomatico, politico e militare francese (n. 1791)
- 1866 - Antonietta Bisi, pittrice italiana (n. 1813)
- 1867 - Anna Tyszkiewicz, scrittrice e nobile polacca (n. 1776)
- 1869 - Johann Wilhelm Cordes, pittore tedesco (n. 1824)
- 1869 - Aleksandr Aleksandrovič Serno-Solov'evič, rivoluzionario russo (n. 1838)
- 1875 - Carlo Teodoro di Baviera, nobile tedesco (n. 1795)
- 1877 - Henri Conneau, medico, chirurgo e politico francese (n. 1803)
- 1878 - Richard Upjohn, architetto britannico (n. 1802)
- 1880 - Dominique Alexandre Godron, botanico, geologo e speleologo francese (n. 1807)
- 1880 - Herschel V. Johnson, politico statunitense (n. 1812)
- 1880 - Pompeo Randi, pittore italiano (n. 1827)
- 1882 - Auguste-Alexandre Ducrot, generale francese (n. 1817)
- 1882 - Federico Manfredini, vescovo cattolico italiano (n. 1792)
- 1883 - Achille Ballarati, politico italiano (n. 1822)
- 1884 - Jean-Léonard Lugardon, pittore svizzero (n. 1801)
- 1886 - Ramakrishna, mistico indiano (n. 1836)
- 1887 - Julius von Haast, geologo tedesco (n. 1822)
- 1888 - Luigi Cassitto, giornalista, poeta e umorista italiano (n. 1829)
- 1888 - John Pemberton, militare e farmacista statunitense (n. 1831)
- 1889 - Aimé-Victor-François Guilbert, cardinale e arcivescovo cattolico francese (n. 1812)
- 1891 - Othon Riemann, latinista e filologo classico francese (n. 1853)
- 1893 - Jean-Martin Charcot, neurologo francese (n. 1825)
- 1894 - Sante Caserio, anarchico italiano (n. 1873)
- 1896 - Giuseppe Fornaciari, avvocato e politico italiano (n. 1836)
- 1898 - Michail Grigor'evič Černjaev, generale russo (n. 1828)
- 1898 - Giacinto Pullino, ingegnere navale italiano (n. 1837)
- 1899 - Robert Wilhelm Bunsen, chimico e fisico tedesco (n. 1811)
- 1900 - Eça de Queiroz, giornalista, diplomatico e scrittore portoghese (n. 1845)

## XX secolo(215)
- 1902 - Emilia Bernacchi, danzatrice italiana (n. 1846)
- 1904 - Ramón Martínez y Vigil, vescovo cattolico spagnolo (n. 1840)
- 1905 - Alessio d'Assia-Philippsthal-Barchfeld, nobile (n. 1829)
- 1906 - Petra Pérez Florido, religiosa spagnola (n. 1845)
- 1906 - Ignatius von Senestrey, vescovo cattolico tedesco (n. 1818)
- 1907 - James Hector, geologo, naturalista e chirurgo scozzese (n. 1834)
- 1908 - Stefano Cotugno, militare italiano (n. 1883)
- 1909 - Georges Picot, magistrato e storico francese (n. 1838)
- 1910 - Adolfo Cozza, scultore, inventore e archeologo italiano (n. 1848)
- 1910 - Sergej Vasil'evič Ivanov, pittore russo (n. 1864)
- 1910 - Charles Lenepveu, compositore e insegnante francese (n. 1840)
- 1910 - Pedro Montt, avvocato e politico cileno (n. 1846)
- 1911 - Paul Georges Dieulafoy, chirurgo e medico francese (n. 1839)
- 1912 - Johann Martin Schleyer, glottoteta e presbitero tedesco (n. 1831)
- 1915 - Kálmán Széll, politico ungherese (n. 1843)
- 1915 - Ottone Secondo Tournon, militare e politico italiano (n. 1833)
- 1915 - Rupen Zartarian, scrittore, educatore e poeta armeno (n. 1874)
- 1918 - Marcello Arlotta, militare italiano (n. 1886)
- 1918 - Luigi Sommariva, militare e aviatore italiano (n. 1892)
- 1919 - Aleksandr Petrovič Izvol'skij, politico e diplomatico russo (n. 1856)
- 1920 - John Gilbert Baker, botanico britannico (n. 1834)
- 1920 - Norman Lockyer, scienziato e astronomo britannico (n. 1836)
- 1920 - Aleksej Aleksandrovič Šachmatov, filologo e linguista russo (n. 1864)
- 1921 - Pietro I di Serbia, re serbo (n. 1844)
- 1921 - Maria Martinetti, pittrice italiana (n. 1864)
- 1923 - Ennio Tardini, avvocato, politico e dirigente sportivo italiano (n. 1879)
- 1924 - Henry Céard, scrittore e drammaturgo francese (n. 1851)
- 1925 - Alfred Merz, oceanografo e esploratore austriaco (n. 1880)
- 1926 - Gustav Borgen, fotografo norvegese (n. 1865)
- 1926 - Emanuel Felke, medico tedesco (n. 1856)
- 1927 - Lawrence B. Palladino, gesuita e missionario italiano (n. 1837)
- 1928 - Carlo Del Prete, militare e aviatore italiano (n. 1897)
- 1929 - Tsuda Umeko, educatrice giapponese (n. 1864)
- 1929 - Theodor Wundt, alpinista, militare e scrittore tedesco (n. 1858)
- 1931 - Giuseppe Donati, giornalista e politico italiano (n. 1889)
- 1931 - Bessie McCoy, cantante, compositrice e attrice statunitense (n. 1888)
- 1932 - Pietro Floridia, compositore italiano (n. 1860)
- 1932 - Francesco Giannattasio, magistrato e politico italiano (n. 1863)
- 1934 - Andrés Héctor Carvallo, politico paraguaiano (n. 1862)
- 1935 - Otis Thayer, regista, attore e sceneggiatore statunitense (n. 1863)
- 1936 - Pietro Lupo, ufficiale italiano (n. 1898)
- 1936 - Francesco Misiano, politico e produttore cinematografico italiano (n. 1884)
- 1937 - Elard von Oldenburg-Januschau, politico tedesco (n. 1855)
- 1938 - Andrej Hlinka, presbitero e politico slovacco (n. 1864)
- 1938 - Robert Johnson, cantautore e chitarrista statunitense (n. 1911)
- 1938 - Giuseppe Lombardo Radice, pedagogista e filosofo italiano (n. 1879)
- 1938 - Marcel Pauker, politico rumeno (n. 1896)
- 1940 - Henri Desgrange, pistard e giornalista francese (n. 1865)
- 1940 - Joseph Larichelière, militare canadese (n. 1912)
- 1941 - Vittorio Emanuele Bressanin, pittore e scultore italiano (n. 1860)
- 1941 - John Coates, tenore inglese (n. 1865)
- 1941 - Michael Murach, pugile tedesco (n. 1911)
- 1942 - André Heuzé, regista, sceneggiatore e attore francese (n. 1880)
- 1942 - Misto Mame, partigiano albanese (n. 1921)
- 1942 - Franco Vellani Dionisi, militare e giornalista italiano (n. 1905)
- 1943 - Italico Brass, pittore, scenografo e collezionista d'arte italiano (n. 1870)
- 1943 - Jean de Selys Longchamps, aviatore belga (n. 1912)
- 1944 - Mario Capelli, partigiano italiano (n. 1921)
- 1944 - Tadeusz Gajcy, poeta polacco (n. 1922)
- 1944 - Gontran Hamel, botanico francese (n. 1883)
- 1944 - Luigi Nicolò, partigiano italiano (n. 1922)
- 1944 - Adelio Pagliarani, partigiano italiano (n. 1925)
- 1944 - Osvaldo Sebastiani, politico italiano (n. 1888)
- 1945 - Kamil Krofta, storico, politico e diplomatico cecoslovacco (n. 1876)
- 1945 - Cyril Scott, attore irlandese (n. 1866)
- 1945 - Takijirō Ōnishi, ammiraglio giapponese (n. 1891)
- 1946 - Evaristo Boncinelli, scultore italiano (n. 1883)
- 1946 - Hiroyasu Fushimi, ammiraglio giapponese (n. 1875)
- 1948 - Peretz Hirschbein, scrittore, giornalista e drammaturgo polacco (n. 1880)
- 1948 - Paul Pedersen, ginnasta norvegese (n. 1886)
- 1948 - Babe Ruth, giocatore di baseball statunitense (n. 1895)
- 1948 - Harry Dexter White, economista statunitense (n. 1892)
- 1949 - Marcel Fleury, vescovo cattolico francese (n. 1884)
- 1949 - Luigi Lavazza, imprenditore italiano (n. 1859)
- 1949 - Margaret Mitchell, scrittrice e giornalista statunitense (n. 1900)
- 1949 - Otto Steinbrinck, militare e imprenditore tedesco (n. 1888)
- 1950 - Zoltán Tóbiás, nuotatore ungherese (n. 1886)
- 1951 - Louis Jouvet, attore francese (n. 1887)
- 1951 - Hector Tiberghien, ciclista su strada belga (n. 1890)
- 1952 - Joseph Calmette, storico francese (n. 1873)
- 1952 - Alessandro Stefenelli, presbitero e missionario italiano (n. 1864)
- 1953 - Hans Leberle, alpinista, imprenditore e musicista tedesco (n. 1878)
- 1954 - Cia Fornaroli, ballerina, coreografa e attrice italiana (n. 1888)
- 1954 - Charles Warren, storico statunitense (n. 1868)
- 1956 - Bela Lugosi, attore ungherese (n. 1882)
- 1956 - Theodor Pallady, pittore rumeno (n. 1871)
- 1957 - Léon Homo, storico e docente francese (n. 1872)
- 1957 - Irving Langmuir, fisico e chimico statunitense (n. 1881)
- 1957 - Imre Payer, allenatore di calcio e calciatore ungherese (n. 1888)
- 1958 - Paul Panzer, attore tedesco (n. 1872)
- 1958 - José Domingues dos Santos, politico e giurista portoghese (n. 1885)
- 1958 - Gaetano Verna, attore e doppiatore italiano (n. 1900)
- 1958 - Gottfried Weber, generale tedesco (n. 1899)
- 1959 - William Halsey, ammiraglio statunitense (n. 1882)
- 1959 - Wanda Landowska, clavicembalista polacca (n. 1879)
- 1961 - Virginio Borioni, politico e partigiano italiano (n. 1903)
- 1964 - William Cowhig, ginnasta britannico (n. 1887)
- 1964 - Jakob Schmid, tedesco (n. 1886)
- 1964 - Egon Terzetta, calciatore italiano (n. 1899)
- 1964 - Paul Weinstein, altista, astista e lunghista tedesco (n. 1878)
- 1966 - Carl Klæth, ginnasta norvegese (n. 1887)
- 1966 - Pietro Mura, poeta italiano (n. 1901)
- 1966 - Günther Rohr, generale tedesco (n. 1893)
- 1968 - Ichiya Kumagae, tennista giapponese (n. 1890)
- 1968 - Tina Pica, attrice italiana (n. 1884)
- 1968 - Nikolaj Fёdorovič Sadkovič, regista cinematografico sovietico (n. 1907)
- 1969 - Homer Hasenpflug Dubs, sinologo e storico statunitense (n. 1892)
- 1969 - Ferdinand Münz, chimico austriaco (n. 1888)
- 1970 - Beniamino Bufano, scultore italiano (n. 1898)
- 1970 - Ulderico Fabbri, scultore italiano (n. 1897)
- 1970 - Charles des Jamonières, tiratore a segno francese (n. 1902)
- 1971 - Elsie Baker, attrice statunitense (n. 1883)
- 1971 - Ferruccio Bruni, mezzofondista italiano (n. 1899)
- 1971 - Pio Lava Boccardo, biologo venezuelano (n. 1902)
- 1971 - Wilhelm List, generale tedesco (n. 1880)
- 1971 - Spyros Skouras, produttore cinematografico greco (n. 1893)
- 1972 - Pierre Brasseur, attore francese (n. 1905)
- 1972 - Leo Gottlieb, cestista statunitense (n. 1920)
- 1972 - Mohamed Oufkir, generale e politico marocchino (n. 1920)
- 1972 - Martim Silveira, calciatore brasiliano (n. 1911)
- 1972 - Vincenzo Talarico, giornalista, sceneggiatore e attore italiano (n. 1909)
- 1973 - Renato Angiolillo, giornalista e politico italiano (n. 1901)
- 1973 - Veda Ann Borg, attrice statunitense (n. 1915)
- 1973 - Max Brand, calciatore svizzero (n. 1895)
- 1973 - Chang King Hai, calciatore cinese (n. 1917)
- 1973 - Selman Abraham Waksman, biologo e microbiologo ucraino (n. 1888)
- 1974 - Canhoteiro, calciatore brasiliano (n. 1932)
- 1975 - Alberto Cevenini, attore italiano (n. 1941)
- 1975 - Vladimir Kuc, mezzofondista sovietico (n. 1927)
- 1975 - Friedrich Sämisch, scacchista tedesco (n. 1896)
- 1975 - Winifred Ward, scrittrice e docente statunitense (n. 1884)
- 1976 - Romano Dazzi, pittore italiano (n. 1905)
- 1977 - Giovanni Italo Greco, politico italiano (n. 1896)
- 1977 - Elvis Presley, cantante e attore statunitense (n. 1935)
- 1977 - Hugo Rolland, politico e antifascista italiano (n. 1895)
- 1977 - Franz Ferdinand von Hohenberg, nobile austriaco (n. 1927)
- 1978 - Jean Acker, attrice statunitense (n. 1893)
- 1978 - Ignazio Guidi, architetto e urbanista italiano (n. 1904)
- 1978 - Muhammad Ma Jian, linguista e traduttore cinese (n. 1906)
- 1978 - Tjarda van Starkenborgh Stachouwer, diplomatico e politico olandese (n. 1888)
- 1978 - Mario Vaghi, politico italiano (n. 1922)
- 1978 - Paul Yu Bin, cardinale e arcivescovo cattolico cinese (n. 1901)
- 1979 - John Diefenbaker, politico canadese (n. 1895)
- 1979 - Lina Merlin, politica e insegnante italiana (n. 1887)
- 1980 - Antonio D'Auria, politico italiano (n. 1928)
- 1980 - Jacques Faucherre, cestista francese (n. 1920)
- 1980 - Antonio Fayenz, calciatore italiano (n. 1899)
- 1980 - Sebastiano Fulci, politico italiano (n. 1901)
- 1980 - Jean Touzet du Vigier, generale francese (n. 1888)
- 1981 - Gracian Botev, canoista sovietico (n. 1928)
- 1981 - Denys N. Coop, direttore della fotografia e effettista britannico (n. 1920)
- 1981 - Robert Krasker, direttore della fotografia australiano (n. 1913)
- 1982 - Charles Ackerly, lottatore statunitense (n. 1888)
- 1983 - René Duverger, sollevatore francese (n. 1911)
- 1983 - Gundelinda di Baviera, principessa tedesca (n. 1891)
- 1983 - Giuliano Nostini, schermidore italiano (n. 1912)
- 1984 - Ilio Guerrini, calciatore italiano (n. 1905)
- 1984 - Gaëtan Zampa, criminale francese (n. 1933)
- 1985 - Horst Klauck, calciatore tedesco (n. 1931)
- 1985 - Mario Majoni, pallanuotista e allenatore di pallanuoto italiano (n. 1910)
- 1985 - Anton Ploderer, calciatore e allenatore di calcio austriaco (n. 1924)
- 1985 - Géza Toldi, calciatore e allenatore di calcio ungherese (n. 1909)
- 1986 - Marco Pedrini, alpinista svizzero (n. 1958)
- 1987 - Sumiko Kurishima, attrice e danzatrice giapponese (n. 1902)
- 1987 - Andrej Aleksandrovič Mironov, attore sovietico (n. 1941)
- 1987 - Antonino Pinci, arcivescovo cattolico italiano (n. 1912)
- 1987 - Nick Vanos, cestista statunitense (n. 1963)
- 1988 - Milton Adolphus, pianista e compositore statunitense (n. 1913)
- 1988 - Otto Bökle, calciatore tedesco (n. 1912)
- 1988 - Alberto Chiarini, pittore italiano (n. 1939)
- 1988 - Felix Maria Davídek, vescovo cattolico cecoslovacco (n. 1921)
- 1988 - Herbert Pagani, cantautore, artista e conduttore radiofonico italiano (n. 1944)
- 1988 - Heinrich Schmidt, calciatore tedesco (n. 1912)
- 1989 - Amanda Blake, attrice statunitense (n. 1929)
- 1989 - Daniele Paris, musicista italiano (n. 1921)
- 1990 - Antonio Modeo, mafioso italiano (n. 1948)
- 1990 - Pat O'Connor, wrestler neozelandese (n. 1924)
- 1990 - Ernest Levonovič Pogosjanc, compositore di scacchi sovietico (n. 1935)
- 1991 - Frederic Marès, scultore e collezionista d'arte spagnolo (n. 1893)
- 1991 - Bruno Nicolai, compositore, direttore d'orchestra e editore musicale italiano (n. 1926)
- 1991 - Ignacio Pinedo, cestista e allenatore di pallacanestro spagnolo (n. 1925)
- 1992 - Malcolm Atterbury, attore statunitense (n. 1907)
- 1992 - Jean Fidon, calciatore francese (n. 1906)
- 1993 - René Dreyfus, pilota automobilistico francese (n. 1905)
- 1993 - Tom Fuccello, attore statunitense (n. 1936)
- 1993 - Stewart Granger, attore britannico (n. 1913)
- 1993 - Joan Hughes, aviatrice inglese (n. 1918)
- 1993 - Kitty O'Brien Joyner, ingegnere statunitense (n. 1916)
- 1993 - Ethelwynn Trewavas, ittiologa britannica (n. 1900)
- 1994 - Wahbi Al-Hariri, artista, architetto e scrittore siriano (n. 1914)
- 1994 - Erik Anker, imprenditore e velista norvegese (n. 1903)
- 1994 - Francisco Antúnez, allenatore di calcio e calciatore spagnolo (n. 1922)
- 1994 - John Doucette, attore statunitense (n. 1921)
- 1994 - André Pailler, arcivescovo cattolico francese (n. 1912)
- 1995 - Ciriaco Carru, carabiniere italiano (n. 1963)
- 1995 - Oveta Culp Hobby, militare e politica statunitense (n. 1905)
- 1995 - Walter Frau, carabiniere italiano (n. 1965)
- 1995 - Park Dae-jong, calciatore sudcoreano (n. 1917)
- 1995 - Giuseppe Pittano, linguista, giornalista e partigiano italiano (n. 1921)
- 1995 - Howie Shannon, cestista e allenatore di pallacanestro statunitense (n. 1923)
- 1995 - Rūdolfs Slavišens, calciatore lettone (n. 1909)
- 1995 - Antonio Vilar, attore portoghese (n. 1912)
- 1996 - Miles Goodman, compositore statunitense (n. 1949)
- 1996 - Carmine Mensorio, chirurgo e politico italiano (n. 1938)
- 1996 - Pino Rucher, chitarrista e arrangiatore italiano (n. 1924)
- 1997 - Yanick Dupré, hockeista su ghiaccio canadese (n. 1972)
- 1997 - Nusrat Fateh Ali Khan, cantante e musicista pakistano (n. 1948)
- 1997 - Jacques Pollet, pilota automobilistico francese (n. 1922)
- 1997 - Plum Mariko, wrestler giapponese (n. 1967)
- 1998 - Phil Leeds, attore statunitense (n. 1916)
- 1998 - Frank Lewis, lottatore statunitense (n. 1912)
- 1998 - Alain Marion, flautista francese (n. 1938)
- 1998 - Dorothy West, scrittrice statunitense (n. 1907)
- 1999 - Roy Edwards, hockeista su ghiaccio canadese (n. 1937)
- 1999 - Nancy Guild, attrice statunitense (n. 1925)

## XXI secolo(134)
- 2001 - Dave Barry, attore, comico e doppiatore statunitense (n. 1918)
- 2001 - Richard Chelimo, mezzofondista keniota (n. 1972)
- 2001 - Fred Glover, hockeista su ghiaccio, allenatore di hockey su ghiaccio e dirigente sportivo canadese (n. 1928)
- 2001 - Fulvio Longobardi, critico letterario e scrittore italiano (n. 1925)
- 2001 - Anna Mani, fisica e meteorologa indiana (n. 1918)
- 2001 - Sizwe Motaung, calciatore sudafricano (n. 1970)
- 2001 - Alberto Predieri, giurista, economista e dirigente d'azienda italiano (n. 1921)
- 2002 - Jeff Corey, attore e insegnante statunitense (n. 1914)
- 2002 - Martin Deutsch, fisico austriaco (n. 1917)
- 2002 - Aldo Giuntoli, politico italiano (n. 1914)
- 2002 - Anton Guadagno, direttore d'orchestra italiano (n. 1923)
- 2002 - Abu Nidal, attivista, politico e terrorista palestinese (n. 1937)
- 2003 - Idi Amin Dada, politico e generale ugandese (n. 1925)
- 2003 - Riode Finessi, politico italiano (n. 1929)
- 2003 - Bernfried Leiber, medico tedesco (n. 1919)
- 2004 - Acquanetta, attrice statunitense (n. 1921)
- 2004 - Ivan Hlinka, hockeista su ghiaccio e allenatore di hockey su ghiaccio cecoslovacco (n. 1950)
- 2004 - Carl Mydans, fotografo statunitense (n. 1907)
- 2005 - Karl-Erik Andersson, calciatore svedese (n. 1927)
- 2005 - Vassar Clements, musicista e violinista statunitense (n. 1928)
- 2005 - Aleksandr Gomel'skij, cestista e allenatore di pallacanestro sovietico (n. 1928)
- 2005 - Milorad Pavić, allenatore di calcio jugoslavo (n. 1921)
- 2005 - Joe Ranft, animatore, doppiatore e sceneggiatore statunitense (n. 1960)
- 2005 - Eva Renzi, attrice tedesca (n. 1944)
- 2005 - Roger Schutz, monaco cristiano svizzero (n. 1915)
- 2005 - Giovanni Tantillo, dirigente d'azienda italiano (n. 1937)
- 2006 - Umberto Baldini, storico dell'arte italiano (n. 1921)
- 2006 - Paolo Boringhieri, editore italiano (n. 1921)
- 2006 - Al Masino, cestista statunitense (n. 1928)
- 2006 - Tullio Rochlitzer, cestista e allenatore di pallacanestro italiano (n. 1926)
- 2006 - Szymon Srebrnik, superstite dell'Olocausto polacco (n. 1930)
- 2006 - Alfredo Stroessner, politico e generale paraguaiano (n. 1912)
- 2006 - Alan Vint, attore statunitense (n. 1944)
- 2006 - William Wasson, presbitero e avvocato statunitense (n. 1923)
- 2007 - Luigi Aurigemma, filosofo, psicoanalista e scrittore italiano (n. 1923)
- 2007 - Franco Foschi, politico e scrittore italiano (n. 1931)
- 2007 - The Missing Link, wrestler canadese (n. 1939)
- 2007 - Vito Pallavicini, paroliere italiano (n. 1924)
- 2007 - Ippolito Pizzetti, saggista e traduttore italiano (n. 1926)
- 2007 - Max Roach, batterista, percussionista e compositore statunitense (n. 1924)
- 2007 - Donald Whitney, statistico statunitense (n. 1915)
- 2008 - Dorival Caymmi, musicista e cantante brasiliano (n. 1914)
- 2008 - Roberta Collins, attrice statunitense (n. 1944)
- 2008 - Ronnie Drew, cantante e musicista irlandese (n. 1934)
- 2008 - Wilhelm Egger, vescovo cattolico italiano (n. 1940)
- 2008 - Masanobu Fukuoka, botanico e filosofo giapponese (n. 1913)
- 2008 - Elena Leușteanu, ginnasta rumena (n. 1935)
- 2009 - Richard Moore, regista e direttore della fotografia statunitense (n. 1925)
- 2009 - John Mulagada, vescovo cattolico indiano (n. 1937)
- 2009 - Cesare Maria Ottavi, ingegnere italiano (n. 1938)
- 2009 - Massimo Rinaldi, ingegnere e inventore italiano (n. 1929)
- 2010 - Nicola Cabibbo, fisico italiano (n. 1935)
- 2010 - Christopher Freeman, economista inglese (n. 1921)
- 2010 - Dīmītrios Iōannidīs, generale greco (n. 1923)
- 2010 - Meir Jacob Kister, arabista e islamista israeliano (n. 1914)
- 2011 - Andrej Bajuk, politico sloveno (n. 1943)
- 2011 - Bill Caton, calciatore inglese (n. 1924)
- 2011 - Shmuel Melika, calciatore israeliano (n. 1947)
- 2011 - Bruno Monti, ciclista su strada italiano (n. 1930)
- 2011 - Frank Munro, allenatore di calcio e calciatore scozzese (n. 1947)
- 2011 - Pete Pihos, giocatore di football americano statunitense (n. 1923)
- 2011 - Vitaliano Ravagli, scrittore, antifascista e attivista italiano (n. 1934)
- 2012 - Amina del Marocco, principessa e dirigente sportiva marocchina (n. 1954)
- 2012 - Martine Franck, fotografa belga (n. 1938)
- 2012 - William Windom, attore statunitense (n. 1923)
- 2012 - Abuna Paulos, arcivescovo cristiano orientale etiope (n. 1935)
- 2013 - Romano Collovati, calciatore italiano (n. 1937)
- 2013 - Abdelrahman El-Trabely, lottatore egiziano (n. 1989)
- 2013 - Francesco Scaratti, allenatore di calcio e calciatore italiano (n. 1939)
- 2013 - Pietro Sponziello, avvocato e politico italiano (n. 1912)
- 2014 - Giorgio Bolognesi, calciatore, allenatore di calcio e dirigente sportivo italiano (n. 1925)
- 2014 - Gary Ilman, nuotatore statunitense (n. 1943)
- 2014 - Vsevolod Nestajko, scrittore ucraino (n. 1930)
- 2015 - Jacob Bekenstein, fisico israeliano (n. 1947)
- 2015 - Ruggero Crotti, giocatore di biliardo italiano (n. 1924)
- 2015 - Anna Kashfi, modella e attrice britannica (n. 1934)
- 2015 - Nataša Čmyreva, tennista sovietica (n. 1958)
- 2016 - Bev Barnes, cestista canadese (n. 1951)
- 2016 - Ron Capewell, calciatore inglese (n. 1929)
- 2016 - Andrew Florent, tennista australiano (n. 1970)
- 2016 - João Havelange, nuotatore, pallanuotista e dirigente sportivo brasiliano (n. 1916)
- 2016 - Silvio Panciera, epigrafista e storico italiano (n. 1933)
- 2017 - Chiara Fumai, performance artist italiana (n. 1978)
- 2017 - Vera Glagoleva, attrice e regista russa (n. 1956)
- 2017 - Tom Hawkins, cestista statunitense (n. 1936)
- 2017 - Vittorio Meoni, partigiano e politico italiano (n. 1922)
- 2017 - Lester Williams, giocatore di football americano statunitense (n. 1959)
- 2018 - Benny Andersen, cantautore e pianista danese (n. 1929)
- 2018 - Leonardo Cabizza, cantante e cantautore italiano (n. 1924)
- 2018 - Aretha Franklin, cantautrice e pianista statunitense (n. 1942)
- 2018 - Kim Yong-chun, generale e politico nordcoreano (n. 1936)
- 2018 - Mario Robutti, politico italiano (n. 1944)
- 2018 - Elena Šušunova, ginnasta sovietica (n. 1969)
- 2018 - Atal Bihari Vajpayee, politico indiano (n. 1924)
- 2019 - Peter Fonda, attore e regista statunitense (n. 1940)
- 2019 - Felice Gimondi, ciclista su strada, pistard e dirigente sportivo italiano (n. 1942)
- 2019 - Jim Hardy, giocatore di football americano statunitense (n. 1923)
- 2019 - José Nápoles, pugile cubano (n. 1940)
- 2019 - Armand Nováček, cestista rumeno (n. 1937)
- 2019 - Cristina di Orange-Nassau, principessa olandese (n. 1947)
- 2019 - Anna Quayle, attrice e cantante inglese (n. 1932)
- 2019 - Penka Stojanova, cestista bulgara (n. 1950)
- 2019 - Richard Williams, animatore e regista canadese (n. 1933)
- 2020 - Danny Campbell, calciatore inglese (n. 1944)
- 2020 - Nikolaj Nikolaevič Gubenko, attore, regista cinematografico e regista teatrale sovietico (n. 1941)
- 2020 - Oswaldo Palavecino, calciatore argentino (n. 1949)
- 2020 - Georg Volkert, calciatore tedesco (n. 1945)
- 2020 - Ornella Volta, musicologa, saggista e traduttrice italiana (n. 1927)
- 2020 - Xavier, wrestler statunitense (n. 1977)
- 2021 - Vladimir Golubničij, marciatore sovietico (n. 1936)
- 2022 - Joseph Delaney, scrittore di fantascienza britannico (n. 1945)
- 2022 - Harald Fritzsch, fisico tedesco (n. 1943)
- 2022 - Eva-Maria Hagen, attrice e cantante tedesca (n. 1934)
- 2022 - Bruce Montague, attore britannico (n. 1939)
- 2022 - Domenico Pace, schermidore italiano (n. 1924)
- 2022 - Wayne Yates, cestista e allenatore di pallacanestro statunitense (n. 1937)
- 2023 - Howard Saul Becker, sociologo statunitense (n. 1928)
- 2023 - Antonio Bottoglia, religioso italiano (n. 1920)
- 2023 - Saverio Busiri Vici, architetto italiano (n. 1927)
- 2023 - Jürgen Kluckert, attore, doppiatore e conduttore radiofonico tedesco (n. 1943)
- 2023 - Ernst Kozlicek, calciatore austriaco (n. 1931)
- 2023 - Édgar Marín, calciatore costaricano (n. 1943)
- 2023 - Jerry Moss, imprenditore statunitense (n. 1935)
- 2023 - Michael Parkinson, conduttore televisivo, conduttore radiofonico e giornalista britannico (n. 1935)
- 2023 - Sergio Pelone, produttore cinematografico italiano (n. 1947)
- 2023 - Renata Scotto, soprano e regista teatrale italiana (n. 1934)
- 2023 - Gennadij Židko, generale russo (n. 1965)
- 2024 - Afa, wrestler samoano americano (n. 1943)
- 2024 - David Stuart Davies, scrittore e anglista britannico (n. 1946)
- 2024 - Domingo Pérez, calciatore uruguaiano (n. 1936)
- 2025 - Pippo Baudo, conduttore televisivo, autore televisivo e conduttore radiofonico italiano (n. 1936)
- 2025 - Fernando Cruz, calciatore portoghese (n. 1940)
- 2025 - Amalia Del Ponte, artista, designer e scultrice italiana (n. 1936)
- 2025 - Caroline Krook, vescova luterana svedese (n. 1944)